# Let It Be (álbum)
Let It Be es el duodécimo y último álbum de estudio de la banda de rock The Beatles, lanzado al mercado por Apple Records el 8 de mayo de 1970, días después de que se hiciera oficial la salida de Paul McCartney de la banda, y con ella la disolución pública del grupo.
A pesar de haberse grabado en su mayoría durante febrero de 1969, el álbum se considera como el último disco de la banda, puesto que se lanzó después de Abbey Road, que fue publicado el 26 de septiembre de 1969.
Se trata de un álbum controvertido desde su concepción: Una vez que dejaron de tocar en vivo en 1966 por la imposibilidad de plasmar su música en el escenario, The Beatles se propusieron grabar un álbum para tocar un último concierto en vivo, barajando distintas posibilidades como realizar el evento en un barco en plena navegación. La propuesta fue llamada Get Back.
Por tanto las sesiones de grabación del disco comenzaron a ser filmadas en 1969, por el cineasta Michael Lindsay-Hogg. El material se publicó como película y ganó un Oscar a mejor banda sonora en 1970.
Los ensayos fueron tensos, con constantes discusiones entre los miembros del grupo, que desde sus anteriores discos denotaban una convivencia cada vez peor y más hostil entre ellos. La presencia cada vez más frecuente de Yoko Ono en las sesiones y el agotamiento y desinterés de Lennon, Harrison y Starr fueron factores importantes. El colapso del grupo llevó al abandono de las sesiones de grabación en Twickenham Studios en favor de Abbey Road, y solo en abril de 1970 se pudo terminar con la producción de Phil Spector.
El álbum es considerado uno de los mejores álbumes de la historia de la música, pese a que no gozó de la aceptación de la crítica con respecto a otros trabajos del grupo. Pese a ello fue un éxito comercial, siendo número 1 en los Estados Unidos y el Reino Unido. Se extrajeron los sencillos Get Back, Let It Be y The Long and Winding Road/For You Blue. Su portada también ha llegado a ser icónica, siendo recreada varias veces por otros artistas, series de televisión y películas.
En 2020 el álbum fue ubicado en el puesto 342 de la lista de los 500 mejores álbumes de todos los tiempos, de la revista estadounidense Rolling Stone.
En 2021 se hizo una remezcla ampliada del álbum que corrió a cargo del hijo de George Martin, Giles Martin.

## Sesiones deGet Back
Durante la grabación del disco The Beatles en 1968, las tensiones dentro del grupo habían aflorado como nunca antes. Por primera vez el trabajo en el estudio fue más una labor individual que colectiva, por cuanto la mayoría de las canciones no requerían que toda la banda grabara al mismo tiempo o estuviera incluso a la vez en el mismo estudio, sino que cada compositor fuera completándolas individualmente con múltiples sesiones de grabación, y utilizando a los otros miembros como músicos de estudio.
A la vista de la situación Paul McCartney pensó que lo mejor para el grupo era volver ("get back") a sus raíces musicales y a tocar en directo. Para ello propuso a sus compañeros que dejaran de lado la producción virtuosista que tanto habían desarrollado en el estudio durante los últimos años, para centrarse en aprender simples canciones roqueras que pudieran interpretar como grupo delante de un público y grabar en directo. Además, su idea era que se grabasen las sesiones de ensayo para elaborar un documental que mostrara al mundo entero el proceso de composición y cómo The Beatles se preparaban para un concierto. Así nació la idea de Get Back.

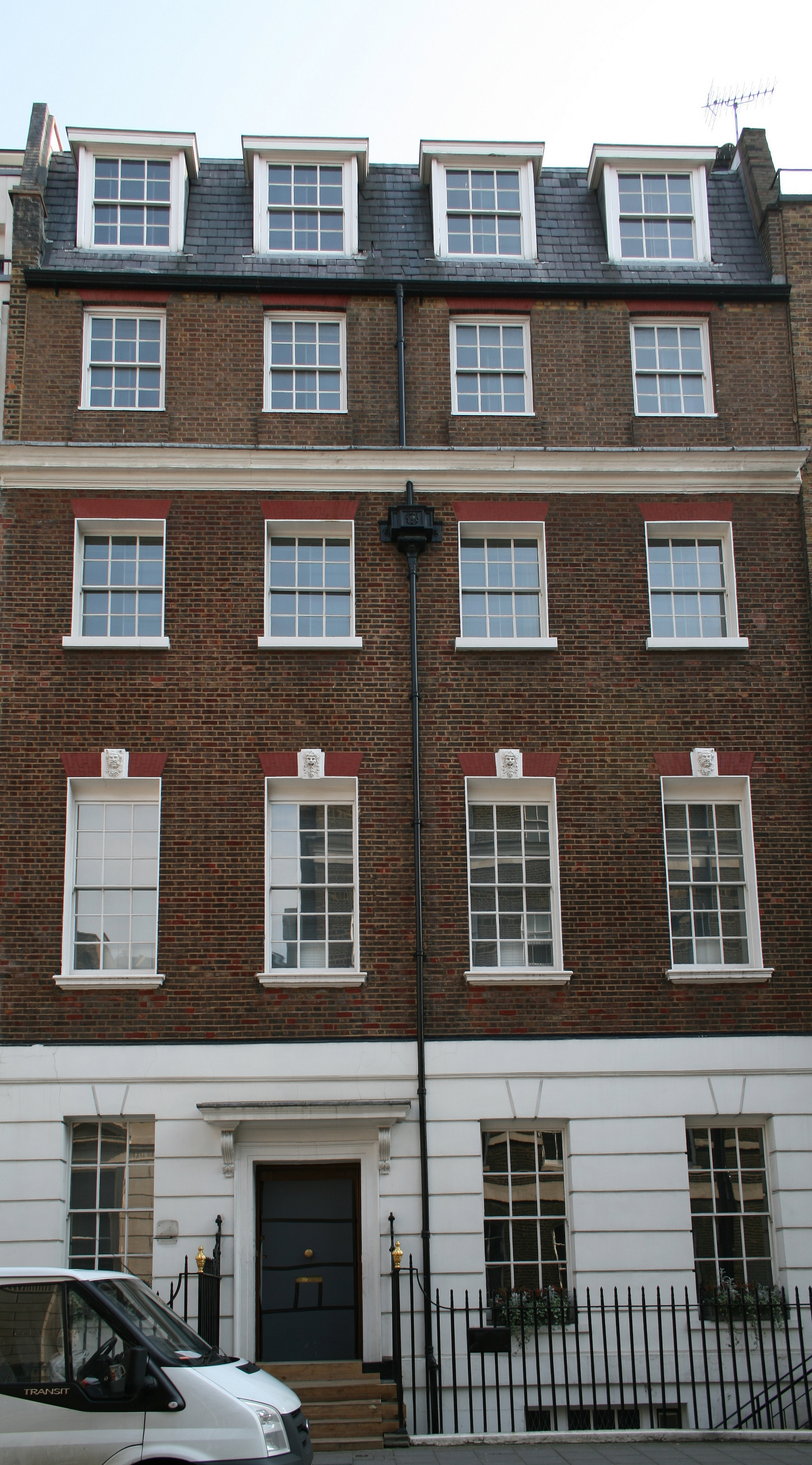
3 Savile Row en 2007.

Las sesiones de lo que iba a ser el nuevo disco de The Beatles, titulado provisionalmente Get Back, empezaron el 2 de enero de 1969 en los estudios cinematográficos de Twickenham de Londres, siendo el director Michael Lindsay-Hogg el encargado del rodaje del documental. Sin embargo, pronto se vio que la dinámica no ayudaba a la estabilidad del grupo. Por un lado, las condiciones no eran las más adecuadas para The Beatles, acostumbrados como estaban a trabajar en los estudios EMI a sus anchas y durante largas sesiones nocturnas que se extendían a menudo hasta la madrugada: los estudios de Twickenham eran muy fríos y tenían mala acústica, y al tener que contar con el equipo de grabación del documental, tenían que ensayar durante la mañana y por la tarde. Además, los ánimos del grupo estaban cada vez más tensos: de los cuatro, solo Paul McCartney mostraba interés por sacar el grupo hacia delante y ofrecer un producto de calidad; John Lennon (acompañado por la inseparable Yoko Ono) pasaba por una etapa de adicción a las drogas que redujeron al mínimo su interés por la música de la banda, mientras que George Harrison, consciente de su valía como músico y compositor, se consideraba menospreciado por sus compañeros.
El resultado fue que para el 10 de enero, y tras una agria discusión con McCartney, George Harrison anunciara su decisión de dejar el grupo. Aunque un sarcástico Lennon propuso sustituirlo por Jimi Hendrix o Eric Clapton y seguir como si nada importara, finalmente la situación se recompuso pero con un cambio importante, el cual fue el traslado de las sesiones de Twickenham a los estudios de grabación que The Beatles tenían en su empresa, Apple, en la calle de Savile Row de la ciudad de Londres.
El 22 de Enero llegaría a los estudios Billy Preston del que George Harrison había hablado anteriormente a los demás miembros del grupo. En el ensayo hace una audición y deja asombrados a los Beatles, que lo invitan a participar en las grabaciones del grupo y en el concierto que estaban planeando. Durante las sesiones tocaría su piano eléctrico Fender Rhodes y un órgano Lowrey. Su llegada a las sesiones mejoró notablemente el ambiente en las sesiones del grupo.
La cuestión acerca de dónde, cuándo y cómo se iba a hacer el concierto se debatió desde los primeros días de las sesiones. Después de barajar diferentes ideas (tocar en un hospital rodeados de niños enfermos, a bordo de un barco con multitud de admiradores, o frente a las pirámides de Egipto con un público formado por beduinos del desierto), se optó finalmente por una ingeniosa idea que a todos satisfizo: ¿por qué  molestarse con los preparativos y desplazamientos propios de todo concierto cuando el grupo puede subirse al tejado del edificio donde trabajan, enchufar los instrumentos y ponerse a tocar allí mismo? Dicho y hecho. A la hora de la comida del 30 de enero, The Beatles junto a Billy Preston tocaron el que sería el primer "concierto" desde la gira estadounidense de 1966 y el último de su carrera. The Beatles tocaron varias de las canciones que habían ensayado durante las semanas precedentes hasta que las quejas de los vecinos de la zona llevó a la policía a poner fin al concierto. Varias de las canciones terminaron por incluirse en el disco Let It Be. Al día siguiente, 31 de enero, The Beatles grabaron algunas otras canciones que podían interpretarse en directo (como los temas «Let It Be» o «For You Blue»), con lo que se puso fin a las sesiones para aquel disco.

## De las sesiones al disco
De acuerdo con una idea de Lennon, se decidió que el grupo se tomase una foto con la banda mirando hacia abajo de la escalera del bloque de EMI, la sede de la oficina en Mánchester Square, Londres haciendo alusión al álbum Please Please Me como un significado de volver a sus inicios, sin embargo, tal foto fue usada para el disco compilatorio The Beatles/1967-1970.
Para la mezcla del álbum se contrató al ingeniero Glyn Johns quien en marzo de 1969 produjo un acetato contando con algunas nuevas composiciones de McCartney pero al mostrárselo a la banda, los miembros se mostraron desinteresados aunque dicho acetato se reprodujo en varias estaciones de radio de Estados Unidos.
Ese mismo mes Lennon y McCartney llaman de nuevo a Johns para otra mezcla del álbum, la cual se da en Olympic Studios entre el 3 de abril y 28 de mayo presentándole más tarde al grupo una cinta con su contenido; One After 909 tomada del concierto en la azotea, I've Got a Feeling y Dig a Pony (llamada All I Want is You) como grabaciones de estudio, Johns deja en esencia pura Two of Us y Let It Be, incluyendo un pequeño retazo llamado "Rocker", Save The Last Dance For Me de The Drifters, Don't Let Me Down de Lennon y Dig It.
Primera Versión de Get Back marzo de 1969:
Lado A
1. "One After 909"
2. "Rocker"
3. "Save the Last Dance for Me"
4. "Don't Let Me Down"
5. "Dig a Pony"
6. "I've Got a Feeling"
7. "Get Back"

Lado B
1. "For You Blue"
2. "Teddy Boy"
3. "Two of Us"
4. "Maggie Mae"
5. "Dig It"
6. "Let It Be"
7. "The Long and Winding Road"
8. "Get Back" (reprise)

El lanzamiento del álbum estaba previsto para julio de 1969 pero se pospuso hasta septiembre para que coincidiese con la presentación del documental del mismo nombre pero hubo que retrasarlo aún más por la salida a la venta del disco Abbey Road que tuvo lugar ese mismo año.
El 15 de diciembre, The Beatles contratan de nuevo a Glyn Johns para producir un álbum de 'Get Back' según las cintas, pero esta vez con la instrucción que las canciones deben coincidir con los incluidos en la aún inédita película de Get Back. Entre el 15 de diciembre de 1969 y 8 de enero de 1970, nuevas mezclas se prepararon, omitiendo a Teddy Boy, ya que la canción no apareció en la película (y posiblemente debido a que McCartney había indicado a Johns que había vuelto a grabar la canción para su primer álbum solista McCartney). También agregó: "Across the Universe" (un remix de la versión de estudio de 1968) y "I Me Mine", en la que realiza solo McCartney, Harrison y Ringo Starr (Lennon estaba de vacaciones en Dinamarca y había dejado en esencia la banda en ese momento)."I Me Mine" fue grabado recientemente al 3 de enero de 1970, tal como apareció en la película y no de grabación multi-pista se había hecho todavía. The Beatles rechazaron una vez más el álbum.
Get Back versión enero 1970:
Lado A
1. "The One After 909"
2. "Rocker"
3. "Save the Last Dance for Me"
4. "Don't Let Me Down"
5. "Dig a Pony"
6. "I've Got a Feeling"
7. "Get Back"
8. "Let It Be"

Lado B
1. "For You Blue"
2. "Two of Us"
3. "Maggie Mae"
4. "Dig It"
5. "The Long and Winding Road"
6. "I Me Mine"
7. "Across the Universe"
8. "Get Back" (reprise)

Sin embargo, las grabaciones de los ensayos fueron enlatadas y olvidadas, ya que los Beatles decidieron comenzar a grabar su álbum Abbey Road a mediados de 1969. Poco después, John Lennon decidió que valía la pena rescatar el material grabado, y pidió a Phil Spector que lo produjese (era la primera vez que George Martin, productor de todos los discos del grupo, no trabajaba con ellos) para poder ser editado en disco. Más adelante, esta decisión de John fue criticada por los demás integrantes de la banda, sobre todo por Paul McCartney, ya que Spector había introducido en las grabaciones su famoso "muro de sonido", orquestaciones melosas y coro femenino en ciertas canciones, perdiendo así un poco del toque rocanrolero que se pretendía dar al álbum al inicio del proyecto. El álbum se tituló, finalmente, Let It Be.
Fue la última grabación oficial de los Beatles en salir al mercado. Justo en esos momentos se anunciaba su separación.

## Recepción crítica y legado
En 2003, en una edición especial, la revista Rolling Stone posicionó el álbum en el puesto 86 de su lista de los 500 mejores álbumes de todos los tiempos.

### Película
Después de un año más de preparación, en la primavera boreal de 1970 por fin vieron la luz tanto el documental de las sesiones, convertido ahora en película con el título del mismo disco. Esta película ganó el Óscar a la mejor banda sonora (mejor adaptación musical) de 1970 por la canción Let It Be; sin embargo, en la entrega de los premios de la academia Quincy Jones fue el que recogió el premio ya que ninguno de los Beatles asistió.

## Relanzamientos

### Let It Be... Naked
En 2003, se sacó al mercado, a iniciativa de Paul McCartney, Let It Be... Naked, una reedición del álbum Let It Be, pero libre de la producción original de 1970 de Phil Spector. Recibió críticas divididas: unos pensaron que era necesario preservar el sonido original del álbum editado en 1970, mientras que otros opinaban que no era más que un ejercicio de oportunismo por parte del ex-beatle McCartney.

### Let It Be Special Edition
En 2020, originalmente iba a ser lanzado el mismo mes que el álbum original. Sin embargo, debido a la pandemia de COVID-19, su lanzamiento se retrasó hasta octubre de 2021.

## Lista de canciones
Todas las canciones escritas y compuestas por Lennon—McCartney, excepto donde esta anotado. 
| Cara 1 |                                       |                     |          |  |
| N.º    | Título                                | Vocalista principal | Duración |  |
| 1.     | «Two of Us»                           | Lennon y McCartney  | 3:37     |  |
| 2.     | «Dig a Pony»                          | Lennon              | 3:40     |  |
| 3.     | «Across the Universe»                 | Lennon              | 3:40     |  |
| 4.     | «I Me Mine» (Harrison)                | Harrison            | 2:26     |  |
| 5.     | «Dig It» (The Beatles)                | Lennon              | 0:50     |  |
| 6.     | «Let It Be»                           | McCartney           | 4:04     |  |
| 7.     | «Maggie Mae» (Trad. arr. The Beatles) | Lennon y McCartney  | 0:40     |  |
| 19:09  |                                       |                     |          |  |

| Cara 2 |                             |                     |          |  |
| N.º    | Título                      | Vocalista principal | Duración |  |
| 1.     | «I've Got a Feeling»        | Lennon y McCartney  | 3:40     |  |
| 2.     | «One After 909»             | Lennon y McCartney  | 2:45     |  |
| 3.     | «The Long and Winding Road» | McCartney           | 3:40     |  |
| 4.     | «For You Blue» (Harrison)   | Harrison            | 2:33     |  |
| 5.     | «Get Back»                  | Paul McCartney      | 3:11     |  |
| 15:42  |                             |                     |          |  |

## Edición Súper Deluxe
En 2020, se planeaba que la reedición del álbum saliera en la misma fecha que el álbum original de 1970 pero se retrasó su lanzamiento hasta 2021, esto por razón de la pandemia de COVID-19. En agosto de 2021, dos meses antes de su lanzamiento, se lanzó un avance de Let It Be: Special Edition. También se reveló que en la caja se incluirá un libro que contiene ensayos, fotografías, notas de sesión y un mensaje de Paul McCartney sobre sus pensamientos tanto sobre la caja.
Incluye un remix del álbum original Let It Be del productor Giles Martin y el ingeniero Sam Okell, junto con aspectos destacados de la sesión, tomas descartadas, un EP con cuatro pistas inéditas adicionales y nuevas mezclas y una remasterización de la mezcla Get Back original de 1969 de Glyn Johns.
•Disco Uno: Nueva mezcla estéreo del álbum original.
•Disco Dos: Get Back - Sesiones de Apple 
•Disco Tres: Get Back - Ensayos y Apple Jams
•Disco Cuatro: Get Back LP - Mezcla de Glyn Johns 1969
•Disco Cinco: Let It Be EP

## Créditos
The Beatles
- John Lennon: voz solista, segunda voz; introducción hablada y silbido en «Two of Us»; guitarra solista, rítmica y acústica; guitarra rítmica acústica en «Across the Universe»; guitarra slide en «For You Blue»; bajo.

- Paul McCartney: voz solista, segunda voz, armonía vocal, silbido en «Two of Us»; guitarra acústica; bajo; piano; órgano Hammond y piano eléctrico en «I Me Mine», maracas en «Let It Be».

- George Harrison: voz solista, segunda voz, armonía vocal en «I Me Mine»; guitarra solista, guitarra acústica, guitarra rítmica en «Get Back»; sitar y tambura en «Across the Universe».

- Ringo Starr: batería; maracas y percusión en «Across the Universe».

Músicos adicionales
- orquesta y coro de 49 componentes (18 violines, 4 violas, 4 violonchelos, 1 arpa, 3 trompetas, 3 trombones, 2 guitarras rítmicas, 14 voces femeninas) en «Across the Universe» y «The Long and Winding Road», con arreglos y dirección orquestal de Richard Hewson (orquesta diseñada por Phil Spector)
- orquesta de 35 componentes (18 violines, 4 violas, 4 violonchelos, 1 arpa, 3 trompetas, 3 trombones, 2 guitarras rítmicas) en «I Me Mine», con arreglos y dirección orquestal de Richard Hewson (orquesta diseñada por Phil Spector)
- músicos de estudio: 2 trompetas, 2 trombones, 1 saxo tenor y 2 violonchelos en «Let It Be», con arreglos y dirección orquestal de George Martin
- Billy Preston: órgano Hammond en «Dig It» y «Let It Be»; piano eléctrico en «I've Got a Feeling», «One After 909», «Dig A Pony», «Get Back» y «The Long And Winding Road»
- George Martin: shaker en «Dig It»

Producción
Producción original:
- George Martin: producción y mezclas (Apple Studios y Olympic Sound Studios; EMI Studios)
- Glyn Johns: ingeniero de sonido y mezclas (Apple Studios, Olympic Sound Studios)
- Neil Richmond: 2.º ingeniero de sonido (Apple Studios)
- Alan Parsons: 2.º ingeniero de sonido (Apple Studios; EMI Studios)
- Steve Vaughan: 2.º ingeniero de mezclas (Olympic Sound Studios)
- Peter Mew: ingeniero de mezclas
- Chris Blair: 2.º ingeniero de mezclas
- Ken Scott: ingeniero de sonido y mezclas en «Across the Universe»
- Richard Lush: 2.º ingeniero de sonido y mezclas en «Across the Universe»
- Martin Benge: ingeniero de sonido en «Across the Universe»
- Phil McDonald: ingeniero de sonido; 2.º ingeniero de sonido en «Across the Universe»
- Geoff Emerick: ingeniero de sonido en «Across the Universe»
- Jeff Jarratt: ingeniero de mezclas en «Across the Universe»
- Richard Langham: 2.º ingeniero de sonido
- Nick Webb: 2.º ingeniero de sonido
- Chris Thomas: productor en «Let It Be»
- Jerry Boys: 2.º ingeniero de mezclas en «Get Back»

Producción final:
- Phil Spector: producción de mezclado final
- Peter Bown: ingeniero de mezclas
- Roger Ferris: 2.º ingeniero de mezclas
- Richard Lush: 2.º ingeniero de sonido
- Mike Sheady: ingeniero de mezclas
- Malcolm Davies: productor en «For You Blue»

Otros
- John Kosh: diseño del álbum y del libro que lo acompañaba en la primera edición
- Ethan A. Russell: fotos de la portada y contraportada del álbum
- Neil Aspinall: productor del libro de la primera edición del álbum
- Jonathan Cott y David Dalton: texto del libro

## Posición en las listas de éxitos
| País           | Lista (1970)        | Posición más alta | Semanas en la 1.ª pos. |
| -------------- | ------------------- | ----------------- | ---------------------- |
| Reino Unido    | Record Retailer     | N.º 1             | 3                      |
| Reino Unido    | New Musical Express | N.º 1             |                        |
| Reino Unido    | Melody Maker        | N.º 1             |                        |
| Estados Unidos | Billboard           | N.º 1             | 4                      |
| Estados Unidos | Record World        | N.º 1             |                        |
| Estados Unidos | Cash Box            | N.º 1             |                        |